# Aldabrachelys
Genre
Synonymes
- Megalochelys Fitzinger, 1843 nec Falconer & Cautley 1837
- Dipsochelys Bour, 1982

Aldabrachelys est un genre de tortues de la famille des Testudinidae.

## Répartition
La seule espèce actuelle est endémique des Seychelles.

## Liste des espèces
Selon TFTSG (26 avril 2016) :
- Aldabrachelys gigantea (Schweigger, 1812)

et les espèces fossiles :
- †Aldabrachelys abrupta (Grandidier, 1868)
- †Aldabrachelys grandidieri (Vaillant, 1885)
- †Aldabrachelys laetoliensis (Meylan and Auffenberg 1987) à l'appartenance générique discutée

Les sous-espèces d'Aldabrachelys gigantea sont parfois élevées au rang d'espèce.

## Publication originale
- Loveridge & Williams, 1957 : Revision of the African tortoises and turtles of the suborder Cryptodira. Bulletin of the Museum of Comparative Zoology, vol. 115, no 6, p. 163–557 (texte intégral).